# Adenoderris
Adenoderris es un género de helechos perteneciente a la familia  Dryopteridaceae, aunque algunos autores la clasifican en Woodsiaceae. Contiene tres especies

## Taxonomía
El género fue descrito por John Smith y publicado en Historia Filicum 222. 1875. La especie tipo es: Adenoderris glandulosa J.Sm.

## Especies aceptadas
A continuación se brinda un listado de las especies del género Adenoderris aceptadas hasta noviembre de 2014, ordenadas alfabéticamente. Para cada una se indica el nombre binomial seguido del autor, abreviado según las convenciones y usos.
- Adenoderris glandulosa J.Sm.
- Adenoderris sororia Maxon
- Adenoderris viscidula Maxon